# Província de Noto
Noto (能登国, Noto no Kuni) era uma antiga província do Japão na área que corresponde à atual frefeitura de Ishikawa. Noto fazia fronteira com as províncias de Etchū e Kaga.

Mapa das províncias japonesas (1868) com a província de Noto em destaque

Nanao (Ishikawa) era a antiga capital e a cidade do princial castelo de Noto. Pela maior parte do Período Sengoku, Noto foi governada por um ramo menor do clã Maeda de Kaga.